# Georg Blomstedt
Karl Georg Blomstedt, född 22 december 1872 i Ringarum, Östergötland, död 30 juni 1933 i Stockholm, var en svensk skådespelare och körsnär.

## Biografi
Blomstedt ledde under ett par år Folkets hus amatörteater i Stockholm och var därefter 1903–1919 anställd vid olika teaterar i Stockholm. Bland annat engagerades av Emil Norlander i början av 1900-talet till Södra teatern, och var från 1929 anställd vid Blancheteatern. Han filmdebuterade 1917 och kom att medverka i drygt 35 filmer.
Bland hans roller märktes främst komiska roller, där han ofta fick spela lite bondska typer. Bland hans roller märks Lundström i Andersson, Pettersson och Lundström, Acaste i Misantropen och Stråman i Kärlekens komedi.
Blomstedt är begravd på Skogskyrkogården i Stockholm.

## Filmografi (urval)
- 1917 – Tösen från Stormyrtorpet
- 1917 – Thomas Graals bästa film
- 1919 – Ingmarssönerna
- 1919 – Herr Arnes pengar
- 1920 – Carolina Rediviva
- 1920 – Mästerman
- 1920 – Baron Olson
- 1921 – Ryggskott
- 1922 – Thomas Graals myndling
- 1923 – Boman på utställningen
- 1923 – Grönköpings veckorevy
- 1923 – Mälarpirater
- 1924 – Folket i Simlångsdalen
- 1924 – En piga bland pigor
- 1924 – 33.333
- 1925 – Ingmarsarvet
- 1925 – När Bengt och Anders bytte hustrur
- 1925 – Kalle Utter
- 1925 – Bröderna Östermans huskors
- 1926 – Flickan i frack
- 1926 – Hon, Han och Andersson
- 1926 – Dollarmillionen
- 1926 – Bröllopet i Bränna
- 1928 – Parisiskor
- 1928 – Hans Kungl. Höghet shinglar
- 1928 – A.-B. Gifta Bort Baron Olson
- 1929 – Konstgjorda Svensson
- 1930 – Ulla, min Ulla
- 1930 – Den farliga leken
- 1930 – Norrlänningar
- 1931 – En kvinnas morgondag
- 1931 – Skepp ohoj!
- 1931 – Längtan till havet
- 1931 – Generalen
- 1932 – Värmlänningarna
- 1932 – Landskamp
- 1932 – Hans livs match
- 1932 – Muntra musikanter
- 1933 – Halta Lena och vindögde Per

## Teater

### Roller

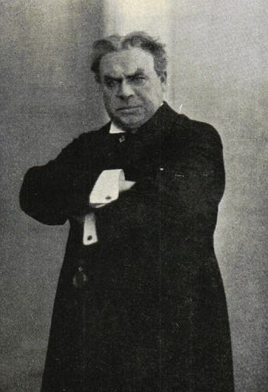
Georg Blomstedt som privatdetektiven Job i Den javanesiska dockan.

| År   | Roll           | Produktion                                              | Regi               | Teater                     |
| ---- | -------------- | ------------------------------------------------------- | ------------------ | -------------------------- |
| 1905 | Pehr Lithander | Stockholmsluft, revy Emil Norlander                     |                    | Södra Teatern              |
| 1916 | Rüder          | Gamla Heidelberg (Alt-Heidelberg) Wilhelm Meyer-Förster |                    | Svenska teatern, Stockholm |
| 1917 |                | Kring drottningen Brita von Horn                        | Gunnar Klintberg   | Svenska teatern, Stockholm |
| 1927 | Doktor Rodson  | Livets gång Clemence Dane                               | Harry Roeck-Hansen | Blancheteatern             |
| 1929 | Mr Halevy      | Såna barn Maxwell Anderson                              | Erik Berglund      | Blancheteatern             |
| 1932 | Escartefigue   | Fanny Marcel Pagnol                                     | Pauline Brunius    | Oscarsteatern              |